# Air America (série télévisée)
Pour l’article homonyme, voir Air America.
Air America est une série télévisée américaine en 22 épisodes de 50 minutes, créée par Philip DeGuere, diffusée entre le 3 octobre 1998 et le 15 mai 1999 en syndication.
En France, la série a été diffusée à partir du 10 septembre 1999 sur TF6 puis rediffusée sur TF1.

## Synopsis
Un État Sud-américain est sous le contrôle de troupes paramilitaires. Une petite agence de transport aérien sert de couverture à deux hommes, Rio Arnett et Wiley Ferrell, qui sont en fait des agents de la CIA. Ils font en sorte de rendre plus sûre cette île d'apparence paradisiaque.

## Distribution
- Lorenzo Lamas (V. F. : Vincent Violette) : Rio Arnett
- Scott Plank (V. F. : Pascal Germain) : Wiley Ferrell
- Diana Barton (V. F. : Juliette Degenne) : Alison Stratton
- Gary Wood (V. F. : Philippe Dumond) : Edward Furman
- Ismael Carlo : Morales
- Shauna Sand : Dominique

- Version française
- Société de doublage : Studio Lincoln[1]
- Direction artistique : Pierre Valmy[1]

Source V. F. : Doublage Séries Database

## Épisodes
1. La Cité perdue (Lost City)
2. Les Otages (Hostage Situation)
3. Accusé de meurtre (Crosshairs)
4. Les Disparus (Abduction)
5. Le danger vient de l'espace (Seller’s Market)
6. Sentiments oubliés (Rebound)
7. À contre cœur (The Hit)
8. Affrontement (High Noon in Costa Perdida)
9. Le Baroudeur (Till Death)
10. Épidémie (Fever)
11. Un témoin gênant (The Witness)
12. Trésor de guerre (Old Gold)
13. La Peur du vide (Fear of Flying)
14. Sentence de mort (Engraved Danger)
15. Traquenard à Costa Perdida (Catch.23)
16. L'Ouragan (Eye of the Storm)
17. Cour martiale (The Court Martial of Rio Arnett)
18. Kidnappée (The Rescue)
19. Une bien jolie reporter (Blown Away)
20. L'Indésirable (Heartbreak Hotel)
21. Le Sous-marin qui venait du froid (Red Sub)
22. Criminel de guerre (American Gulag)
23. Opération Jaguar (Betrayal)
24. Trahison (Safe Passage)
25. Le vaccin (The Cure)
26. Le miracle de l'éclipse (The Miracle)